# Heinz Holliger
Heinz Holliger (Langenthal, 21 de mayo de 1939) es un virtuoso oboísta, compositor y director de orquesta suizo.

## Trayectoria
Después de sus primeros estudios en los conservatorios de Basilea y de Berna. Estudió oboe en el conservatorio nacional superior de música de París con Pierre Pierlot, así como composición con Pierre Boulez y Sándor Veress.
Obtiene el primer premio del concurso internacional de música de Ginebra en 1959, y dos años más tarde el de Múnich.
Es uno de los oboístas más famosos, y numerosas obras han sido compuestas para él. Empezó como profesor en el Conservatorio de Música de Friburgo de Brisgovia, Alemania en 1966.
En 1972 Holliger, Maurice Bourgue (oboe), Klaus Thunemann (fagot), Christiane Jaccottet (bajo continuo) y otros grabaron las Seis Trío Sonatas para oboe y fagot de Jan Dismas Zelenka. Esta grabación supuso el renacimiento de este compositor.
En su faceta como compositor, Holliger es autor de varias obras en una amplia variedad de formatos.
Con motivo del 70 aniversario de Paul Sacher, Holliger fue uno de los doce compositores amigos suyos a los que el violonchelista ruso Mstislav Rostropovich les pidió que escribieran composiciones para violonchelo solo para las notas musicales de su nombre haciendo de tema (S, A, C, H, E, R) (mib, la do, si, mi, re). Holliger contribuyó con una Chaconne para Violonchelo Solo. Las composiciones se presentaron parcialmente en Zúrich el 2 de mayo de 1976. El proyecto "eSACHERe" fue interpretado por primera vez en un concierto completo por el violonchelista checo František Brikcius en mayo de 2011 en Praga.

## Premios
- Premio Musical Léonie Sonning (1987 Dinamarca)
- Zürcher Festspielpreis (2007)[2]

## Selección de obras
- Sequenzen über Johannes I,32 (1962) para arpa.
- Siebengesang (1966–1967) para oboe solista, orquesta, voces y altavoz.
- Streichquartett (1973) para cuarteto de cuerdas.
- Scardanelli-Zyklus (1975-91) para flauta solista, pequeña orquesta, cinta magnetofónica y coro mixto.
- Come and Go / Va et vient / Kommen und Gehen / Va y viene (1976/77) ópera sobre un texto de Samuel Beckett.
- Not I (1978-1980) monodrama para soprano y cinta magnetofónica .
- Studie über Mehrklänge (1979) para oboe solo.
- Lieder ohne Worte (1982-1994) dos series de obras para violín y piano.
- Gesänge der Frühe (1987) para coro, orquesta y cinta magnetofónica, a partir de las obras homónimas de Schumann y Hölderlin.
- What Where (1988) ópera de cámara.
- Alb-Chehr (1991) para recitador, cantantes y conjunto de cámara.
- Concierto para violín y orquesta (Hommage à Louis Soutter) (1993-95).
- Schneewittchen (Blancanieves) (1998) ópera sobre un texto de Robert Walser.[3]

## Grabaciones
- Integral de la obra para oboe de Albinoni con I Musici (sello Philips) y la Camerata Bern (sello DG)
- Integral de los conciertos para oboe de Ludwig August Lebrun (junto al de Mozart) (sello DG)
- Conciertos italianos con I Musici (sello Philips)
- Integral de los conciertos para oboe de Bach con la ASMF (sello Philips)
- Conciertos para oboe de Telemann con la ASMF (sello Philips)
- 12 fantasías para oboe solo de Telemann (sello Denon)
- Sonatas en trío de Zelenka (Archiv, sello ECM). Primera grabación de esta obra.[4]